# Central térmica As Pontes
La central térmica de Puentes de García Rodríguez, habitualmente conocida como central térmica de As Pontes, es una central térmica que se alimentaba con carbón y gas natural que se encuentra situada en la localidad de Puentes de García Rodríguez, en La Coruña (España), perteneciente a la empresa Endesa. Constaba de cuatro ciclos convencionales de carbón que sumaban 1468 MW de potencia y un ciclo combinado de gas natural de 800 MW. En el ranking de las compañías de Europa que más dióxido de carbono emiten a la atmósfera ocupaba la posición número 17 y era la primera española.
En 2020, Endesa anunció que, dentro del proceso de cierre de las centrales térmicas de carbón en España, procedería al cierre de los cuatro grupos de carbón en el año 2021. En 2022 el gobierno autorizó el cierre de dos de estos grupos, condicionando el cierre de los otros dos al refuerzo de la disponibilidad de potencia en el sistema eléctrico. Dejó de quemar carbón en noviembre de 2023. Manteniendo el grupo de ciclo combinado, que funciona con gas natural.

## Historia y características
Comenzó a construirse en 1972 y entró en funcionamiento en 1976. Constaba de cuatro grupos de generación de 350 MW cada uno, sumando un total de 1400 MW.
Diseñada originalmente para consumir el lignito extraído en la minería local, fue adaptada entre 1993 y 1996 para el consumo de una mezcla de éste con carbón de importación en proporción de un 50 %. Desde que se cerró la mina de lignito, que se recuperó como el lago artificial de Puentes, tan solo consume carbón foráneo. El parque de carbones de la central ocupa una superficie de 10 ha, el equivalente a unos doce campos de fútbol, y su capacidad de almacenamiento es de 250 000 toneladas.
Su chimenea, denominada Endesa Termic, con una altura de 356 m y un diámetro de 36 m en la base y de 18 m en su cima, es una de las más grandes del mundo, y cuando se construyó era la más alta de Europa.
En los últimos años ha sido sometida a un proceso de adaptación a la hulla, debido al fin de la extracción del lignito en la cuenca local.
La térmica de Puentes de García Rodríguez es capaz de cubrir por sí sola el 5 % de la demanda nacional de electricidad. Según un informe de WWF/Adena, utilizando datos de 2006, era la novena central eléctrica más contaminante de Europa. Sin embargo, en 2008 consiguió reducir en un 9,5 % sus emisiones de CO2 gracias a una remodelación de su sistema de reducción de emisiones. Tras las transformaciones sufridas para la reducción de la contaminación y el aumento de su rendimiento, la central fue preparada para otros 25 años de funcionamiento.
En 2008 se puso en marcha un nuevo grupo, este de ciclo combinado alimentado con gas natural, con una potencia instalada de 800 MW.

### Cierre de los grupos de carbón
El 27 de diciembre de 2019 Endesa formalizó ante el Ministerio de Transición Ecológica la solicitud de cierre de los cuatro grupos de carbón, alegando su falta de competitividad debida al incremento sustancial del precio de los derechos de CO2 y una fuerte caída del precio del gas.
En septiembre de 2022 se autorizó el cierre de dos grupos, pero se mantenían los otros dos a causa de la guerra de Ucrania y el posible desabastecimiento de gas ruso. Finalmente en agosto de 2023 se autorizó el cierre definitivo de todos los grupos de carbón, publicado en el BOE de 19 de agosto de 2023. Esta previsto que se queme el carbón restante entre septiembre y octubre, desconectarse de la red eléctrica e iniciar las labores de desmantelamiento.

## Datos técnicos
La central térmica disponía de cuatro grupos generadores, las características de estos grupos eran las mismas.

### Generador de vapor

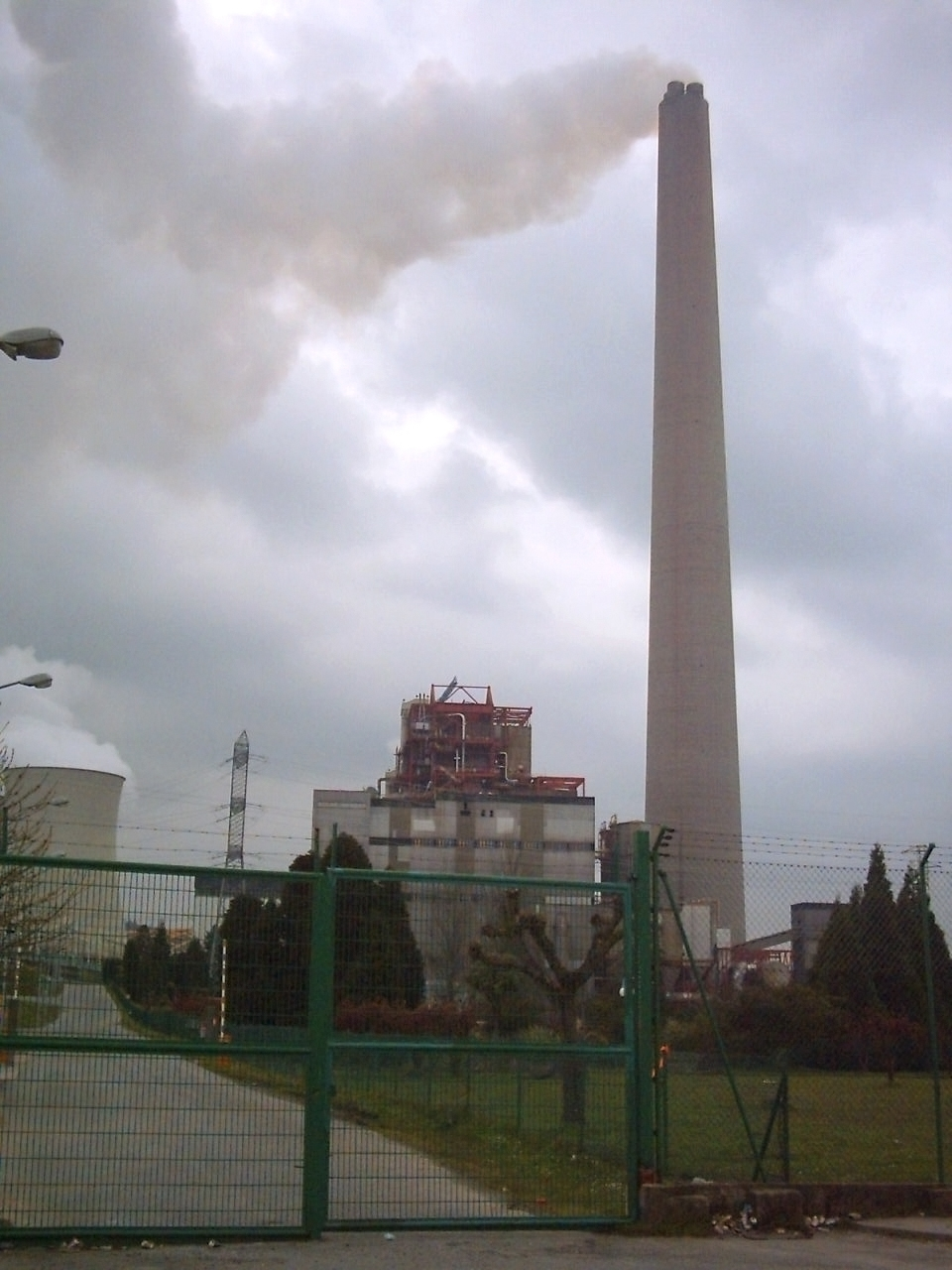
Endesa Termic, la chimenea de la central, con una altura de 356 m y un diámetro de 36 m en la base y de 18 m en su cima, que la convierten en la más alta de Europa.

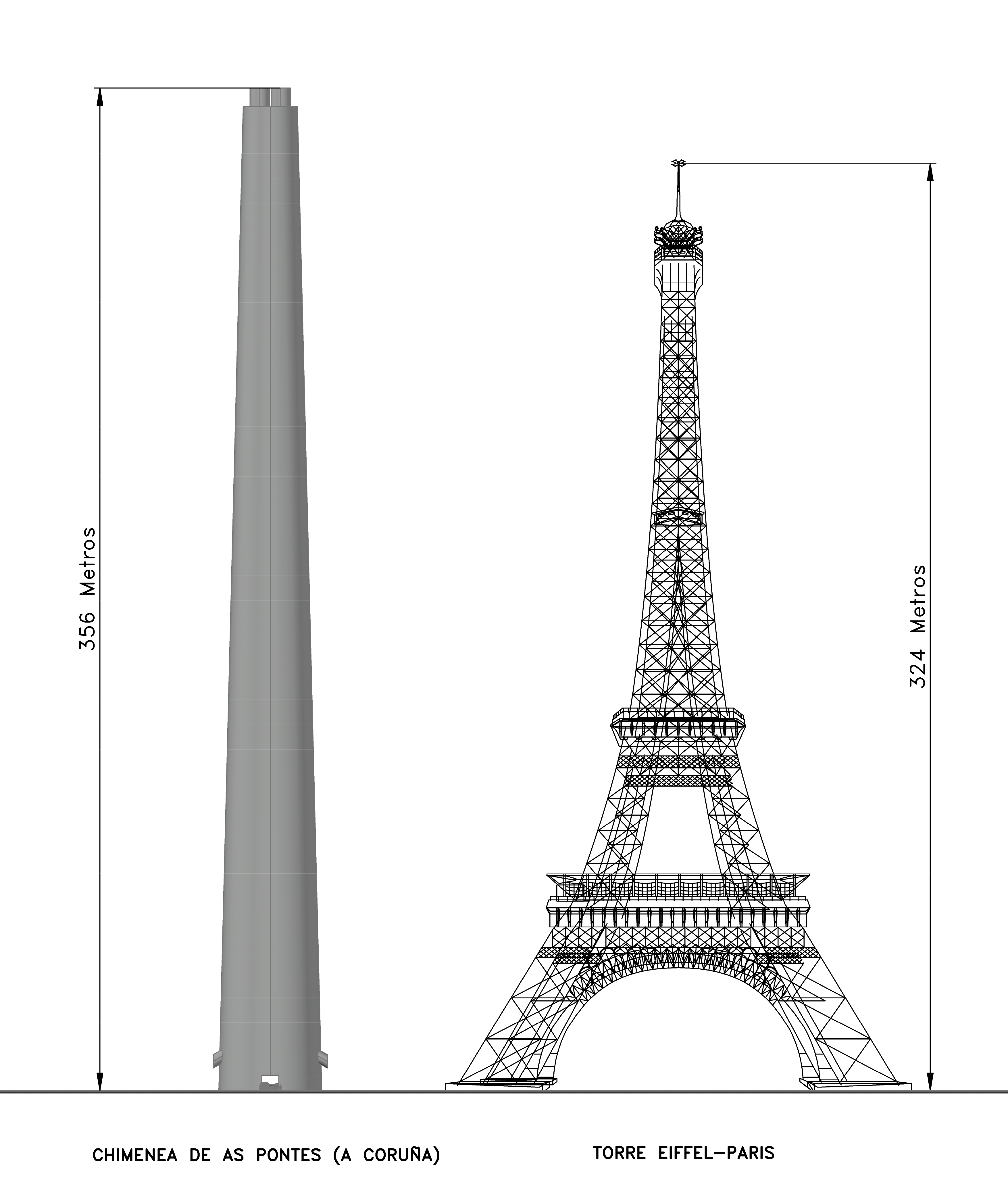
Chimenea de la central eléctrica de As Pontes comparada en altura con la torre Eiffel de París.

- Fabricante: Foster Wheeler Corporation
- Circulación: natural, tipo torre.
- Combustión tangencial
- Producción de vapor: 1091 TM/h
- Presión del calderín: 183 kg/cm²
- Temperatura vapor sobrecalentado: 540 °C
- Presión vapor recalentado: 40,5 kg/cm²
- Temperatura vapor recalentado caliente: 540 °C
- Temperatura vapor recalentado frío: 350 °C
- Temperatura agua alimentación: 254 °C

### Turbina
- Fabricante: Mitsubishi Heavy Industries
- Potencia: 350 MW
- Velocidad: 3000 r. p. m.
- Presión vapor sobrecalentado: 169 kg/cm²
- Presión de escape: 0,069 kg/cm²

### Alternador
- Fabricante: Westinghouse
- Potencia nominal: 369 MVA
- Potencia activa nominal: 350 MW
- Intensidad nominal: 11 836 A
- Tensión nominal: 18 kV
- Factor de potencia: 0,95
- Refrigerado por hidrógeno: 4,22 kg/cm²
- Excitatriz: tipo brushless

### Ciclo combinado
- Potencia nominal: 800 MW
- Configuración: 2x1
- 2 Turbinas de gas de 258,5 MW
- 1 Turbina de vapor de 253 MW
- 2 Calderas de recuperación de vapor